# 로라 음불라
로라 음불라(Laura Mvula, 1986년 4월 23일 ~ )는 잉글랜드의 싱어송라이터, 가수이다.